# Beapombo I
Beapombo I is een plaats en commune in het zuiden van Madagaskar, behorend tot het district Betroka, dat gelegen is in de regio Anosy. Tijdens een volkstelling in 2001 telde de plaats 7.171 inwoners.
De plaats biedt enkel lager onderwijs aan. 48% van de bevolking werkt er als landbouwer, 48% houdt zich bezig met veeteelt en 2% verdient zijn brood als visser. Het meest belangrijke landbouwproduct is rijst, overige belangrijke producten zijn pinda's, maniok en zoete aardappelen. Verder is 2% actief in de dienstensector.